# Triomfkruis

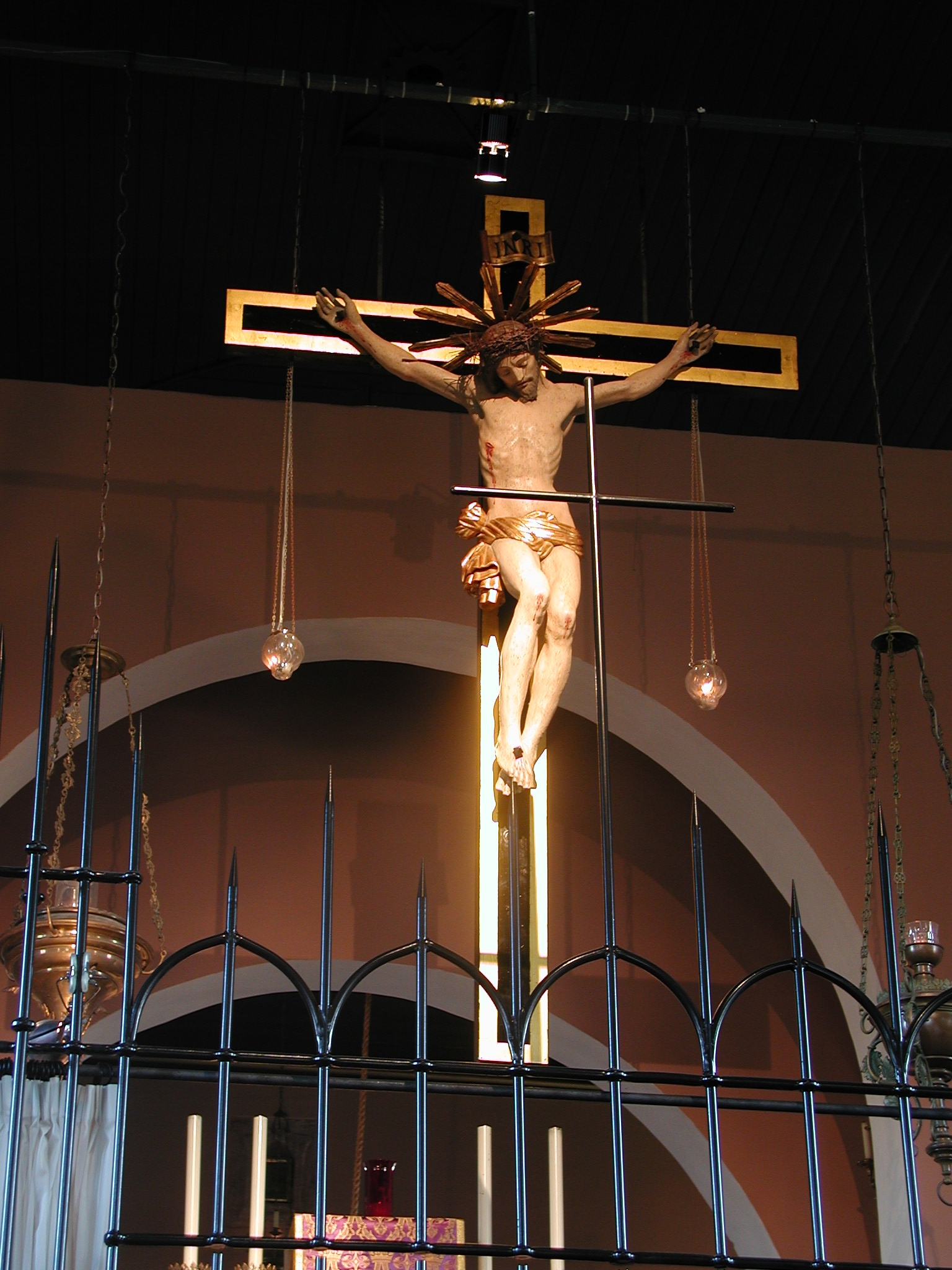
Triomfkruis van de Kluiskerk te Warfhuizen

Het triomfkruis is een kruis of crucifix, dat in katholieke kerken meestal onder de triomfboog tussen het schip en het priesterkoor hangt of staat. In sommige kerken hangt het triomfkruis aan een stang of dikke koorden onder het gewelf. In de Middeleeuwen was het triomfkruis dikwijls de bekroning van het doksaal (bijvoorbeeld in de Onze-Lieve-Vrouwekerk te Aarschot) of stond het op een triomf- of apostelbalk, meestal geflankeerd door beelden van Maria en de apostel Johannes. In Scandinavische kerken staat het triomfkruis soms op een sokkel direct op de kerkvloer, waarbij het door zijn omvang en versiering de functie van koorafscheiding heeft.
Het altaar voor het doksaal of vrijstaand onder het triomfkruis tussen schip en koor is om deze reden vaak gewijd aan het heilig kruis.